# Oliemolen Termote
De Oliemolen Termote is een molenrestant in de tot de West-Vlaamse gemeente Zedelgem behorende plaats Aartrijke, gelegen aan Steenstraat 11.
Deze ronde stenen molen van het type stellingmolen fungeerde als korenmolen en oliemolen.

## Geschiedenis
In 1837 werd op deze plaats een standerdmolen gebouwd die als koren- en oliemolen fungeerde. Nog voor 1886 werd de molen vervangen door een ronde stenen molen waarvan mogelijk al in 1891 de kap en de wieken verwijderd werden. Uiteindelijk bleef een ingekorte romp over welke twee zolders heeft en waarin een zaaltje werd gebouwd dat gehuurd kan worden.